# Цибулиці-Малі
Цибулиці-Малі (пол. Cybulice Małe) — село в Польщі, у гміні Чоснув Новодворського повіту Мазовецького воєводства.
Населення — 402 особи (2011).
У 1975-1998 роках село належало до Варшавського воєводства.

## Демографія
Демографічна структура станом на 31 березня 2011 року:
|          | Загалом | Допрацездатний вік | Працездатний вік | Постпрацездатний вік |
| -------- | ------- | ------------------ | ---------------- | -------------------- |
| Чоловіки | 195     | 31                 | 152              | 12                   |
| Жінки    | 207     | 33                 | 131              | 43                   |
| Разом    | 402     | 64                 | 283              | 55                   |